# Marienburg (Hildesheim)
Marienburg è una frazione (Stadtteil) della città di Hildesheim, nel land della Bassa Sassonia, in Germania.

## Storia
Il castrum di Marienburg fu costruito tra il 1346 e il 1349 da Enrico III di Brunswick-Lüneburg, vescovo di Hildesheim, su terreni appartenenti al monastero di Marienrode.
Dal 1885 fu capoluogo dell'omonimo circondario, che nel 1946 si unì al circondario di Hildesheim per formare quello di Hildesheim-Marienburg.
Rimase comune autonomo fino al 1º marzo 1974, quando fu soppresso e incorporato a Hildesheim.